# A Really Haunted Loud House
A Really Haunted Loud House (The Loud House: Una verdadera familia embrujada en Hispanoamérica y Una verdadera casa de locos encantada en España) es una película de televisión estadounidense de Halloween de 2023 basada en la serie de televisión animada de Nickelodeon The Loud House y su homóloga de acción real y serie derivada The Really Loud House. Es el segundo trabajo de acción real y la tercera película de la franquicia en general, después de The Loud House Movie (2021) y A Loud House Christmas (2021). La película está dirigida por Jonathan Judge, con un guion escrito por Tony Gama-Lobo, Rebecca May y Tim Hobert, a partir de una historia de Gama-Lobo y May. La película está protagonizada por William López Salas, Wolfgang Schaeffer, Jahzir Bruno, Lexi DiBenedetto, Eva Carlton, Sophia Woodward, Catherine Ashmore Bradley, Annaka Fourneret, Aubin Bradley, Mia Allan, Ella Allan, Lexi Janicek, August Michael Peterson, Jolie Jenkins, y Brian Stepanek, con papeles secundarios realizados por Gavin Maddox Bergman, Trinity Jo-Li Bliss, Mateo Castel, Nolan Maddox y Kevin Chamberlin. Se anunció el 4 de abril de 2023, junto con la segunda temporada de The Really Loud House y The Casagrandes Movie.
En un principio, estaba previsto que la película se estrenara el 6 de octubre de 2023 en Nickelodeon y Paramount+, pero posteriormente se reprogramó para el 28 de septiembre de 2023.

## Argumento
En Halloween, Lincoln Loud y su mejor amigo Clyde McBride se encuentran en conflicto al decidir entre pedir caramelos y asistir a la Spooktacular de la familia Loud o asistir a una fiesta de Halloween organizada por Xander Coddington, el nuevo chico guay de la escuela e influenciador de las redes sociales. Lincoln y Clyde toman la decisión final de saltarse la Spooktacular e ir a la fiesta de Halloween de Xander, lo que decepciona a su familia. Aunque las cosas se complican cuando Rita decide servir cepillos de dientes debido a su preocupación por los problemas dentales de su familia en lugar de caramelos incitando la ira de algunos niños a la luz de las caries de sus hijos. Sin embargo, Xander y sus amigos tienen algunos trucos bajo la manga y pronto deciden aterrorizar La Casa Loud. Lincoln, su familia y Clyde deben trabajar juntos para defender su casa y rescatar Halloween.

## Reparto
- Wolfgang Schaeffer como Lincoln Loud
- Jahzir Bruno como Clyde McBride
- Lexi DiBenedetto como Lori Loud
- Eva Carlton como Leni Loud
- Sophia Woodward como Luna Loud
- Catherine Bradley como Luan Loud
- Annaka Fourneret como Lynn Loud Jr.
- Aubin Bradley como Lucy Loud
- Mia Allan como Lana Loud
- Ella Allan como Lola Loud
- Lexi Janicek como Lisa Loud
- August Michael Peterson como Lily Loud
- Jolie Jenkins como Rita Loud
- Brian Stepanek como:
  - Lynn Loud Sr.
  - Voz de Todd (sin acreditar)
- Gavin Maddox Bergman como Liam Hunnicutt
- Trinity Jo-Li Bliss como Stella Zhau
- Mateo Castel como Zach Gurdle
- Nolan Maddox como Rusty Spokes
- Kevin Chamberlin como Phillip "Flip" Fillipini
- Martín Fajardo como Xander Coddington
- Shylo Molina como Johnny
- Anthony Hord como Paul Coddington
- Samantha Sandoval como Estudiante
- Leah Hopkins como Mamá Caperucita Roja
- Jeff Pride como Dr. Miller
- Sreedevi Mina como Barbara
- Wes Martinez como Bob el Cartero
- Mason Ugarte como Chico del Barrio 2
- Summer Schaeffer como Jenna
- Lissette Nichols como la madre de Xander

## Producción
La película se anunció oficialmente el 4 de abril de 2023. Más tarde se anunció el reparto de la película. La producción de la película finalizó el 11 de abril de 2023 en Albuquerque, Nuevo México.

## Banda sonora
| N.º | Título         | Artista(s) | Duración |  |
| 1.  | «Spooky Night» | Sophia Woodward, Lexi DiBenedetto, Eva Carlton, Catherine Ashmore Bradley, Annaka Fourneret, Aubin Bradley, Mia Allan, Ella Allan, Lexi Janicek, and Jolie Jenkins               | 2:44     |  |
| 2.  | «I Want Candy» | Sophia Woodward, Wolfgang Schaffer, Jahzir Bruno, Lexi DiBenedetto, Eva Carlton, Catherine Ashmore Bradley, Annaka Fourneret, Aubin Bradley, Mia Allan, Ella Allan, Lexi Janicek | 1:51     |  |

## Estreno
A Really Haunted Loud House estaba originalmente planeada para estrenarse el 6 de octubre de 2023 en Nickelodeon y Paramount+, pero posteriormente se reprogramó para el 28 de septiembre de 2023.

## Recepción

### Ratings
En su debut en la televisión por cable, el especial recibió 131,000 espectadores, con una audiencia de 0.04 P2+. En el grupo demográfico de 18 a 49 años, recibió 52,800 espectadores y otro 0.04 de audiencia.